# Joseph Edra Ukpo
Joseph Edra Ukpo (Okpoma, 6 de junho de 1937 - 1 de março de 2023) foi arcebispo emérito de Calabar.
Joseph Edra Ukpo foi ordenado sacerdote para a diocese de Ogoja em 25 de abril de 1965.
Papa Paulo VI nomeou-o em 24 de abril de 1971 Bispo Auxiliar de Ogoja e Bispo Titular de Chullu. O Bispo de Ogoja, Thomas McGettrick SPS, o consagrou em 19 de setembro do mesmo ano; Os co-consagradores foram Dominic Ignatius Ekandem, bispo de Ikot Ekpene, e Brian David Usanga, arcebispo de Calabar.
Em 1º de março de 1973 foi nomeado Bispo de Ogoja. O Papa João Paulo II o nomeou arcebispo de Calabarem 17 de dezembro de 2003.
Em 2 de fevereiro de 2013, o Papa Bento XVI acatou seu pedido de demissão por motivos de idade.